# Fandango (entreprise)
Pour les articles homonymes, voir Fandango (homonymie).
Fandango est une maison de production italienne fondée en 1989 à Rome par Domenico Procacci, également active depuis 2000 dans la distribution de films.
Elle s'est diversifiée en 1998 dans l'édition de livres sous le nom Fandango Libri, et en 2001 dans l'édition musicale en 2001. La branche édition, devenue un acteur important de la bande dessinée locale après le rachat en 2009 de Coconino Press, est renommée Fandango Editore en 2012.